# CityVille 2
CityVille 2 foi um jogo casual de simulação de construção de cidade desenvolvido pela Zynga e lançado mundialmente em 1 de novembro de 2012. Foi um jogo 3D com uma história fixa que se desenrolava à medida que a cidade do jogador crescia, sendo uma sequência de CityVille. Era gratuito, embora os jogadores tivessem a opção de comprar itens premium e desbloquear itens de níveis superiores sem ter de alcançá-los.

## História

### inicio
O jogo foi desenvolvido pela Zynga East e lançado mundialmente em novembro de 2012 em 15 línguas. Foi o segundo jogo 3D da empresa (o primeiro foi FarmVille 2) e o primeiro a permitir ao jogador trocar entre o modo dia ou noite. CityVille 2 foi o terceiro a ser feito utilizando o Adobe Flash Player, tendo também sido lançado no site oficial da empresa (Zynga.com).

### Cancelamento
No dia 5 de fevereiro de 2013, a Zynga anunciou que CityVille 2 estava cancelado, com uma mensagem que dizia "CityVille 2 não está mais disponível para novos jogadores e não aceitará mais pagamentos. Jogadores de CityVille 2 serão capazes de acessar o jogo até 7 de março de 2013."